# Gradbena fakulteta v Beogradu
Gradbena fakulteta (izvirno srbsko Грађевински факултет у Београду), s sedežem v Beogradu, je fakulteta, ki je članica Univerze v Beogradu.